# 贝宁湾
贝宁湾（英語：Bight of Benin）是在非洲西岸的一个海湾，从圣保罗角向东伸延640公里至尼日尔河的河口，海湾的东面是邦尼湾。贝宁湾也是几内亚湾的一部分。贝宁湾因大浪和与奴隶制度的关系而闻名(奴隸海岸)。